# Adalberto Áviles
General Adalberto Áviles Velásquez fue un militar mexicano que participó en la Revolución mexicana. Nació en Chicontepec, Veracruz. Estudió en la Escuela Normal de Jalapa, que dirigía entonces Enrique C. Rébsamen. Se unió a la Revolución Mexicana en el bando Carrancista, en la que alcanzó el grado de General. Más tarde se retiró del Ejército para proseguir sus estudios, graduándose como médico cirujano, profesión que ejerció con éxito. Se reincorporó después al Ejército donde obtuvo el grado de General de brigada junto a los Generales José Obregón Sandoval, Manuel León Adame y Ramón F. Iturbe.